# Německá demokratická republika na Letních olympijských hrách 1968
Německá demokratická republika na Letních olympijských hrách 1968 v Mexiku reprezentovala výprava 226 sportovců (186 mužů a 40 žen) v 18 sportech.

## Medailisté
| Medaile | Jméno                                                                                     | Sport                | Disciplína                            |
| ------- | ----------------------------------------------------------------------------------------- | -------------------- | ------------------------------------- |
| Zlato   | Christoph Höhne                                                                           | Atletika             | Muži chůze 50 km                      |
| Zlato   | Margitta Gummelová                                                                        | Atletika             | Ženy vrh kouli                        |
| Zlato   | Manfred Wolke                                                                             | Box                  | Muži váha lehká střední do 67 kg      |
| Zlato   | Heinz-Jürgen Bothe Jörg Lucke                                                             | Veslování            | Muži dvojka bez kormidelníka          |
| Zlato   | Dieter Schubert Frank Forberger Dieter Grahn Frank Rühle                                  | Veslování            | Muži čtyřka bez kormidelníka          |
| Zlato   | Roland Matthes                                                                            | Plavání              | Muži 100 m znak                       |
| Zlato   | Roland Matthes                                                                            | Plavání              | Muži 200 m znak                       |
| Zlato   | Rudolf Vesper                                                                             | Zápas                | muži, řecko-římský do 78 kg           |
| Zlato   | Lothar Metz                                                                               | Zápas                | muži, řecko-římský do 87 kg           |
| Stříbro | Klaus Beer                                                                                | Atletika             | Muži skok daleký                      |
| Stříbro | Lothar Milde                                                                              | Atletika             | Muži hod diskem                       |
| Stříbro | Marita Langeová                                                                           | Atletika             | Ženy vrh kouli                        |
| Stříbro | Erika Zuchold                                                                             | Sportovní gymnastika | Ženy přeskok                          |
| Stříbro | Karin Janz                                                                                | Sportovní gymnastika | Ženy bradla                           |
| Stříbro | Peter Kremtz Dieter Semetzky Manfred Gelpke Roland Göhler Klaus Jacob                     | Veslování            | Muži čtyřka s kormidelníkem           |
| Stříbro | Frank Wiegand Horst-Günter Gregor Eugen Henninger Roland Matthes                          | Plavání              | Muži štafeta 4 × 100 m polohový závod |
| Stříbro | Helga Lindner                                                                             | Plavání              | Ženy 200 m motýlek                    |
| Stříbro | Gabriele Wetzko Gabriele Perthes Roswitha Krause Uta Schmuck                              | Plavání              | Ženy štafeta 4 × 100 m volný způsob   |
| Bronz   | Wolfgang Nordwig                                                                          | Atletika             | Muži skok o tyči                      |
| Bronz   | Siegfried Fülle Klaus Köste Peter Weber Günter Beier Matthias Brehme Gerhard Dietrich     | Sportovní gymnastika | Družstvo mužů                         |
| Bronz   | Magdalena Schmidt Ute Starke Erika Zuchold Maritta Bauerschmidt Karin Janz Marianne Noack | Sportovní gymnastika | Družstvo žen                          |
| Bronz   | Harald Vollmar                                                                            | Sportovní střelba    | Muži 50 metrů libovolná pistole       |
| Bronz   | Kurt Czekalla                                                                             | Sportovní střelba    | Muži trap                             |
| Bronz   | Sabine Steinbach                                                                          | Plavání              | Ženy 400 m polohový závod             |
| Bronz   | Paul Borowski Karl-Heinz Thun Konrad Weichert                                             | Jachting             | Muži třída Dragon                     |